# Euchromia xanthozona
Euchromia xanthozona là một loài bướm đêm thuộc phân họ Arctiinae, họ Erebidae.